# Breese, Brandenburg
Breese är en kommun (Gemeinde) i det tyska distriktet (Landkreis) Prignitz i förbundslandet Brandenburg. Kommunen ingår i kommunalförbundet Amt Bad Wilsnack/Weisen tillsammans med kommunerna Bad Wilsnack, Legde/Quitzöbel, Rühstädt och Weisen. Breese nämndes i urkunderna för första gången år 1317 och namnet är av slaviskt ursprung.